# Provinz Aroma

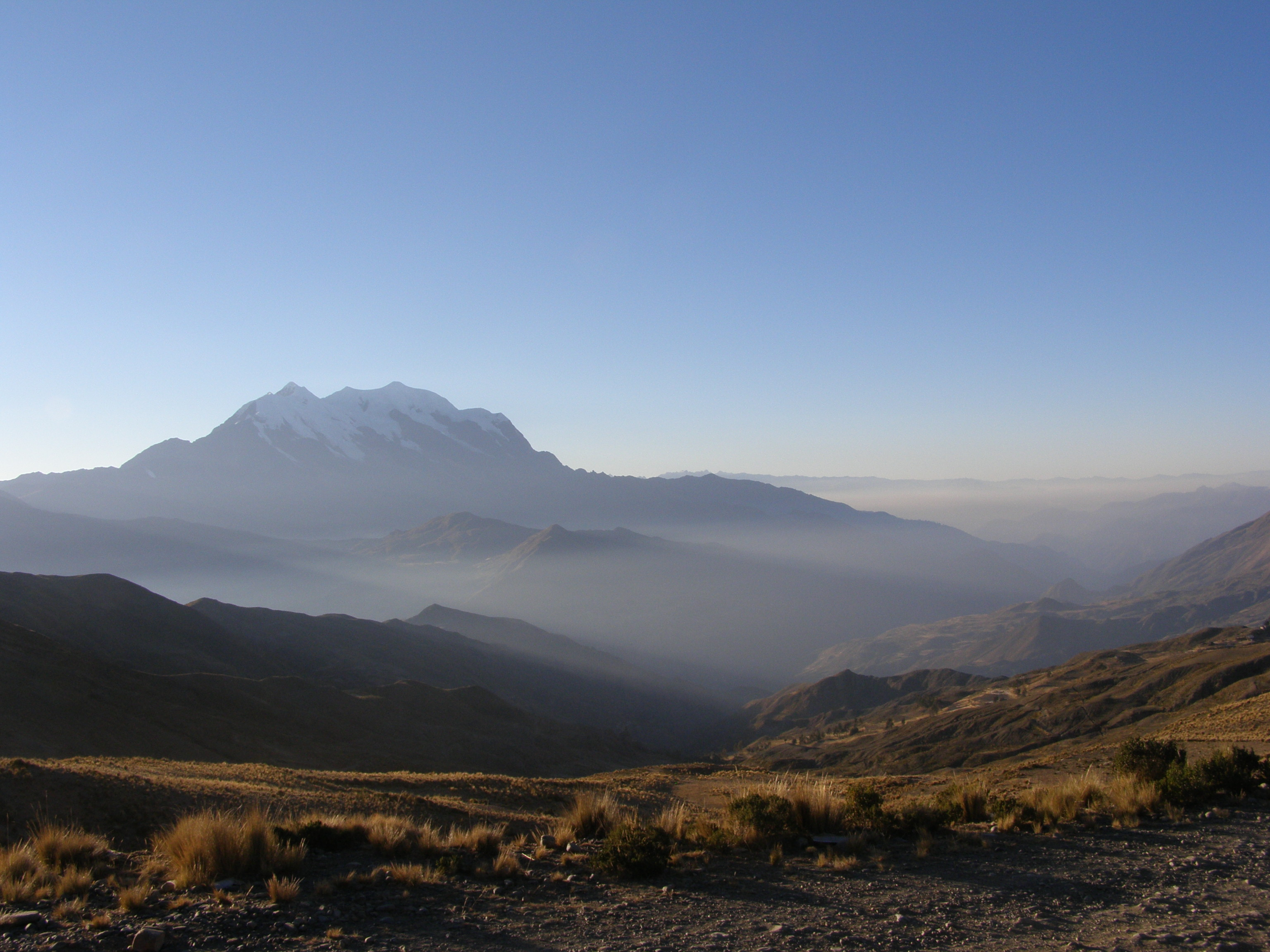
Blick vom Municipio Umala auf den Illimani.

Aroma ist eine von zwanzig Provinzen im südlichen Teil des Departamento La Paz im Hochland des südamerikanischen Anden-Staates Bolivien.

## Lage im Nahraum
Die Provinz liegt auf dem bolivianischen Altiplano südöstlich vom Titicaca-See und grenzt im Nordwesten an die Provinz Ingavi, im Westen an die Provinz Pacajes, im Süden an die Provinz Gualberto Villarroel, im Südosten an das Departamento Oruro, im Osten an die Provinz Loayza, und im Norden an die Provinz Murillo.
Die Provinz erstreckt sich zwischen etwa 16° 43' und 17° 35' südlicher Breite und 67° 22' und 68° 23' westlicher Länge, ihre Länge von Nordwesten nach Südosten beträgt 120 Kilometer, ihre Breite von Nordosten nach Südwesten bis zu 55 Kilometer.

## Bevölkerung
Die Einwohnerzahl der Provinz Aroma ist in den vergangenen drei Jahrzehnten um mehr als drei Viertel angestiegen:
| Jahr | Einwohner | Quelle       |
| ---- | --------- | ------------ |
| 1992 | 65 730    | Volkszählung |
| 2001 | 86 480    | Volkszählung |
| 2012 | 97 364    | Volkszählung |
| 2024 | 112 015   | Volkszählung |

45,1 Prozent der Bevölkerung sind jünger als 15 Jahre. (1992)
Der Alphabetisierungsgrad in der Provinz beträgt 78,4 Prozent. (1992)
79,9 Prozent der Bevölkerung sprechen Spanisch, 93,9 Prozent sprechen Aymara, und 3,1 Prozent Quechua. (1992)
82,1 Prozent der Bevölkerung haben keinen Zugang zu Elektrizität, 88,0 Prozent leben ohne sanitäre Einrichtung (1992).
69,2 Prozent der Einwohner sind katholisch, 25,5 Prozent sind evangelisch (1992).

## Gliederung
Die Provinz Aroma untergliederte sich bei der letzten Volkszählung von 2012 in die folgenden sieben Verwaltungsbezirke (bolivianisch: Municipios):
- 02-1301 Municipio Sica Sica – 33.546 Einwohner
- 02-1302 Municipio Umala – 9.021 Einwohner
- 02-1303 Municipio Ayo Ayo – 11.251 Einwohner
- 02-1304 Municipio Calamarca – 15.279 Einwohner
- 02-1305 Municipio Patacamaya – 25.049 Einwohner
- 02-1306 Municipio Colquencha – 12.344 Einwohner
- 02-1307 Municipio Collana – 5.525 Einwohner

## Ortschaften in der Provinz Aroma
- Municipio Sica Sica
  - Lahuachaca 5874 Einw. – Sica Sica 3086 Einw. – Cala Cala 2087 Einw. – Konani 901 Einw. – Panduro 894 Einw. – Ayamaya 779 Einw. – Ayzacollo 725 Einw. – Catavi de Sica Sica 664 Einw. – Huancollo 656 Einw. – Belén 620 Einw. – Machacamarca 440 Einw. – Vilaque 436 Einw. – Viluyo Chico 363 Einw. – Toloma 326 Einw. – Collpa Pucho Belén 300 Einw. – Chuacollo Grande 278 Einw. – Maca 278 Einw. – Chijmuni 184 Einw. – Kajani 182 Einw. – Lequepampa 173 Einw. – Cruce Luribay 77 Einw.

- Municipio Umala
  - Cañaviri 605 Einw. –  Toloma 287 Einw. – Huari Belén 181 Einw. – Umala 143 Einw.

- Municipio Ayo Ayo
  - Ayo Ayo 698 Einw. – Collana 590 Einw. – Pomani 579 Einw. – Alto Pomani 547 Einw. – Calacachi 502 Einw. – Tolar 237 Einw. – Huallcota 158 Einw. – Villa Santiago de Colluta 96 Einw.

- Municipio Calamarca
  - Calamarca 1417 Einw. – San Antonio de Senkata 1339 Einw. – Senkata Alta 810 Einw. – Chocorosi 725 Einw. – Huayhuasi 709 Einw. – Cañuma 619 Einw. – Vilaque Copata 588 Einw. – Romeropampa 312 Einw. – Villa El Carmen Caluyo 310 Einw. – Sivicani 276 Einw. – Ajoya 175 Einw.

- Municipio Patacamaya
  - Patacamaya 11.197 Einw. – Villa Patarani 771 Einw. – Chiarumani 494 Einw. – Chacoma 322 Einw. – Viscachani 185 Einw. – Jatuquira 109 Einw.

- Municipio Colquencha
  - Colquencha 3085 Einw. – Marquirivi 1630 Einw. – Colquencha (Dispersa) 752 Einw. – Santiago de Llallagua 674 Einw. – Micaya 385 Einw. – Machacamarca 358 Einw.

- Municipio Collana
  - Collana 2064 Einw. – San Nicolás de Colquencha 647 Einw. – Uncallamaya 604 Einw. – Hichuraya Chico 306 Einw.